# حرب المدن (حرب الخليج الأولى)
حَرْبُ المُدُن مصطلح يشير إلى خمس مراحل من القصف الجوّي، الصاروخي والمدفعي، جرت خلال الحرب العراقية الإيرانية، ما بين 1980-1988. كان الدافع العراقي وراء إطلاق هذه الحرب، إجبار إيران على القبول بوقف إطلاق النار الذي دعت إليه الأمم المتحدة. لم تؤد الحملات الأربعة الأولى أي نتائج ملموسة لإنهاء الحرب، عدا الحملة الخامسة، التي كانت مختلفة وأشدّها عنفًا في العمق الإيراني، حيث بدأت في يناير 1988، واستمرت طيلة خمسينَ يومًا، واستهدفت في جلّها العاصمة الإيرانية طهران، وتسبّبت في هروب ربع سكانها منها، وكانت أحد الأسباب المباشرة وراء قبول الحكومة الإيرانية بقرار مجلس الأمن التابع للأمم المتحدة رقم 598، الذي نصّ على «وقف فوري لإطلاق النار بين إيران والعراق وإعادة أسرى الحرب إلى وطنهم، وانسحاب الطرفين إلى الحدود الدولية.»

## المراحل الخمسة
خلال المراحل الخمسة، هاجم الجيش العراقي، المدن الإيرانية الكبرى، الواقعة في النصف الغربي من إيران، حيث شملت الهجمات الصاروخية والجوّية العراقية، العاصمة الإيرانية طهران، بالإضافة إلى أصفهان، شيراز وتبريز عاصمة أذربايجان. كانت المدن الحدودية (القريبة من الجبهات)، أهدافًا دائمة، واستخدمت في قصفها الأسلحة المدفعيّة. من جانب آخر، استهدفت معظم هجمات الجيش الإيراني، العاصمة العراقية بغداد ومدينتي البصرة وكركوك (المنتجتان للنفط).

### جدول للمراحل الخمسة
- المرحلة الأولى: من 7 فبراير 1984 إلى 22 فبراير 1984 (15 يومًا).
- المرحلة الثانية للرد على عملية بدر الإيرانية: من 22 مارس 1985 إلى 4 أبريل 1985 (17 يومًا).
- المرحلة الثالثة للرد على عملية كربلاء السادسة الإيرانية: من 17 يناير 1987 إلى 25 يناير 1987 (ثمانية أيام).
- المرحلة الرابعة: من فبراير 1987 إلى أبريل 1987 (90 يومًا). (أطولها فترة)
- المرحلة الخامسة: من يناير 1988 إلى فبراير 1988 (50 يومًا). (أشدّها عنفًا)